# Vrútky
Vrútky är en  stad i Okres Martin i Žilina i Slovakien. Den hade 7 666 invånare år 2014.